# باولو روسي
 باولو روسي  (بالإيطالية: Paolo Rossi)‏ (23 سبتمبر 1956 سانتا لوسيا - 9 ديسمبر 2020 روما) لاعب كرة قدم إيطالي سابق، وهداف كأس العالم لكرة القدم 1982 برصيد ستة أهداف وأفضل لاعب في نفس البطولة. روسي هو واحد من ثلاثة لاعبين فقط، والأوروبي الوحيد، الذي فاز بجميع الجوائز الثلاث في كأس العالم، إلى جانب غارينشيا في عام 1962 وماريو كيمبس في عام 1978. كما حصل روسي على جائزة الكرة الذهبية لعام 1982 كأفضل لاعب كرة قدم أوروبي.
على مستوى النادي، كان روسي أيضًا هدافًا غزيراً لفريق فيتشنزا. في عام 1976، وقع مع يوفنتوس في صفقة ملكية مشتركة مقابل رسوم نقل قياسية عالمية. احتفظت فيتشنزا بخدماته، وكان هداف دوري الدرجة الثانية عام 1977، مما قاد فريقه للصعود إلى دوري الدرجة الأولى. وفي الموسم التالي، سجل روسي 24 هدفًا، ليصبح أول لاعب يتصدر قائمة الهدافين في دوري الدرجة الثانية والدوري الإيطالي.
ظهر روسي لأول مرة مع يوفنتوس في عام 1981، وفاز بلقبين للدوري الإيطالي، كأس إيطاليا، كأس الكؤوس الأوروبية، كأس السوبر الأوروبي، ودوري أبطال أوروبا. مع نجاحه على مستوى النادي وعلى المستوى الدولي، أصبح واحدًا من تسعة لاعبين فازوا بكأس العالم FIFA ودوري أبطال أوروبا والكرة الذهبية. يعتبر على نطاق واسع أحد أعظم لاعبي كرة القدم الإيطاليين على الإطلاق، وقد تم اختيار روسي في عام 2004 من قبل بيليه كواحد من أفضل 125 لاعب كرة قدم على قيد الحياة كجزء من الاحتفال بالذكرى المئوية لتأسيس الفيفا. في نفس العام، احتل روسي المركز الثاني عشر في استطلاع اليوبيل الذهبي للاتحاد الأوروبي لكرة القدم. بعد اعتزاله كرة القدم، عمل كمحلل مبارايات حتى وفاته في 9 ديسمبر 2020.

## بداياته
ولد سنة 1956 في براتو (توسكانيا) موطن كريستيان فييري واليساندرو ديامانتي. انتدبه يوفنتوس إلى نادي كومو ليكتسب الخبرة وعانى من آلام في ركبته وبسبب كثرة إصاباته كان روسي يقضي معظم وقته في نادي كومي في عيادة النادي ولم يحقق معه شيء يذكر مع كومي. ومن بعدها انتقل إلى نادي فياتشينزا ومدرب نادي فياتشينزا في ذلك الوقت غير مكان باوليتو من خط الوسط إلى خط الهجوم. أحرز باولو جائزة القدم الذهبية في دوري الدرجة الثانية مع فياتشينزا، بعد ذلك نجح في ان يتوج كهداف للدوري الإيطالي الدرجة الاولي للمرة الثانية علي التوالي مع فياتشينزا في موسم 1976-1977، كنتيجة لهذا التألق استدعاه انزو بيرزوت لتشكيلة المنتخب الإيطالي 1978

## روسي وفياتشينزا
لعب روسي مع فياتشينزا 36 مباراه عام 1976/1977. وسجل فيها 21 هدف. وكان عمره في ذلك الوقت 21 سنة. وفي فبراير 1980 كان عمر روسي 23 عام اندلعت القضية المعروفة باسم «توتونيرو» الخاصة بالمراهنات الرياضية التي تورطت فيها شركتان وأحد أكبر المراهنين، ما جعل الدوري الإيطالي يمر باخطر أزمة في تاريخه، وكان من بين الأندية المتهمة بالتواطؤ بترتيب النتائج في هذه القضية ميلان ولاتسيو الذي تم إسقاطهم إلى الدرجة الثانية، أما من بين اللاعبين فبرز اسم نجم روما الصاعد برونو جوردانو والحارس الدولي السابق البيرتوزي وباولو روسي الذي أتهم بتورطه في ترتيب نتيجة مباراة فريقه ضد افيللينو في 30 ديسمبر 1979 وتمت معاقبته بالإبعاد لمدة ثلاثة اعوام، ثم خفضت العقوبة إلى سنتين بعد الاستئناف. وقال روسي مدافعا عن نفسه: «كان يجب أن يدفع الثمن شخص مهم، وفهمت بسرعة انني الضحية التي تم تعيينها. كنت كبش فداء لمنع ازمة أخطر وأعمق».

## مونديال 1982 في أسبانيا
انتهت فترة إيقاف روسي في إبريل 1982، واستدعي روسي لتمثيل منتخب بلاده وبدأ المتخب الإيطالي في كأس العالم بـ روسي لكن روسي لم يحرز أي هدف. مما دعى المدرب أنزو بيرزوت إعطاء روسي فرصه أخيرة أمام المنتخب البرازيلي وكانت هذه المباراة بين إيطاليا والبرازيل بمثابة مباراة العمر لباولو روسي، وتألق وسجل روسي في تلك المباراة أمام البرازيل 3 أهداف. لكي تتأهل إيطاليا لدور قبل النهائي ليقابل إيطاليا المنتخب البولندي ويحرز روسي هدفين وتفوز إيطاليا ومن ثم إلى المباراة النهائية وتفوز إيطاليا بكأس العـالم. وقد فاز روسي بـ جائزة هداف البطولة بعد أن سجل 6 أهداف.

## روسي مع يوفنتوس
لقد وقع اليوفي مع باولو قبل أن ينهي عقوبته من السجن، مما أحدث ضجة اعلامية كبيرة واستغراب الوسط الكروي الإيطالي، وهذا التوقيع سهل قرار المدرب الإيطالي بيرزت استدعائه للمنتخب، وكان مع يوفنتوس في ذلك الوقت ميشيل بلاتيني وانطونيو كابريني وغيرهم من الأسماء الكبيرة، وحقق روسي الكالتشيو مع يوفنتوس. وفي عام 1984 حقق روسي الدوري والكأس وفي عام 1985 حقق بطولة الاتحاد الأوربي. وانتقل روسي إلى نادي إي سي ميلان في عام 1986.

## روسي بعد الاعتزال
باولو روسي توجه لإدارة الأعمال وأصبح رجل أعمال ولكنه يلبي الدعوات التي تاتي له للظهور في مناسبات كرة القدم مثل حفل التكريم الذي جمعه مع مشاهير كاس العالم في افتتاح كأس العالم 2006.

## ألقابه
إيطاليا:
- كأس العالم 1982

 إيطاليا يوفنتوس:
- الدوري الإيطالي موسمي 81/82.. 83/84
- كأس إيطاليا موسم 82/83
- كأس الاتحاد الأوروبي موسم 83/84
- كأس السوبر الاوربي عام 1984
- دوري أبطال أوروبا موسم 84/85

الألقاب الفردية
- أفضل لاعب في كأس العالم 1982
- هداف كأس العالم 1982
- أفضل لاعب في العالم عام 1982
- أفضل لاعب أوربي لعام 1982
- هداف الكالتشيو موسم 1977/1978 بـ 24 هدف
- من أفضل 50 لاعب في تاريخ أوروبا
- من أفضل 100 لاعب في تاريخ كرة القدم
- من أفضل 125 لاعب في قائمة بيليه لعظماء كرة القدم

## روابط خارجية
- باولو روسي على موقع IMDb (الإنجليزية)
- باولو روسي على موقع الاتحاد الدولي (مؤرشف)  (الإنجليزية)
- باولو روسي على موقع الاتحاد الأوربي (الإنجليزية)
- باولو روسي على موقع قاعدة بيانات كرة القدم.إي يو (الإنجليزية)
- باولو روسي على موقع ليكيب (الفرنسية)
- باولو روسي على موقع ناشيونال فوتبول تيمز (الإنجليزية)
- باولو روسي على موقع Soccerway.com (الإنجليزية)
- باولو روسي على موقع عالم كرة القدم.نت (الإنجليزية)
- باولو روسي على موقع GSA (الإنجليزية)